# آرثر جورج هارفي
آرثر جورج هارفي (بالإنجليزية: Arthur George Harvey)‏ هو طبيب نيوزيلندي، ولد في 28 ديسمبر 1866، وتوفي في 24 يوليو 1927.